# قسم زاز الشرقي الريفي (مقاطعة أليغودرز)
قسم زاز الشرقي الریفي (بالفارسية: دهستان زز شرقی) هي قسم تقع في إيران في لرستان. يقدر عدد سكانها بـ 7,169 نسمة .